# Range imaging
Range imaging (in italiano: tecniche di immagini-intervallo) è il nome per un gruppo di tecniche che sono usate per produrre un'immagine 2D che mostra la distanza dei punti in una scena da un punto specifico, normalmente associato a qualche tipo di sensore. L'immagine risultante, l'immagine di range, ha i valori dei pixel che corrispondono alla distanza. Se il sensore che viene usato per produrre l'immagine di range è propriamente calibrato i valori dei pixel possono essere dati direttamente in unità fisiche, come i metri.